# Kagoshima-Bucht
Die Kagoshima-Bucht (jap. 鹿児島湾, Kagoshima-wan) bzw. Kinkō-Bucht (錦江湾, Kinkō-wan) ist eine fast 80 km tief in das Landinnere einschneidende Meeresbucht im äußersten Süden der Insel Kyūshū, der südlichsten der vier Hauptinseln Japans. 

## Geographie

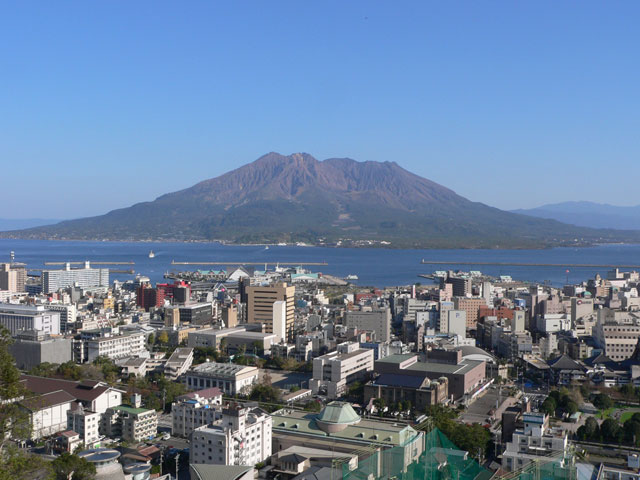
Kagoshima und der Vulkan Sakurajima

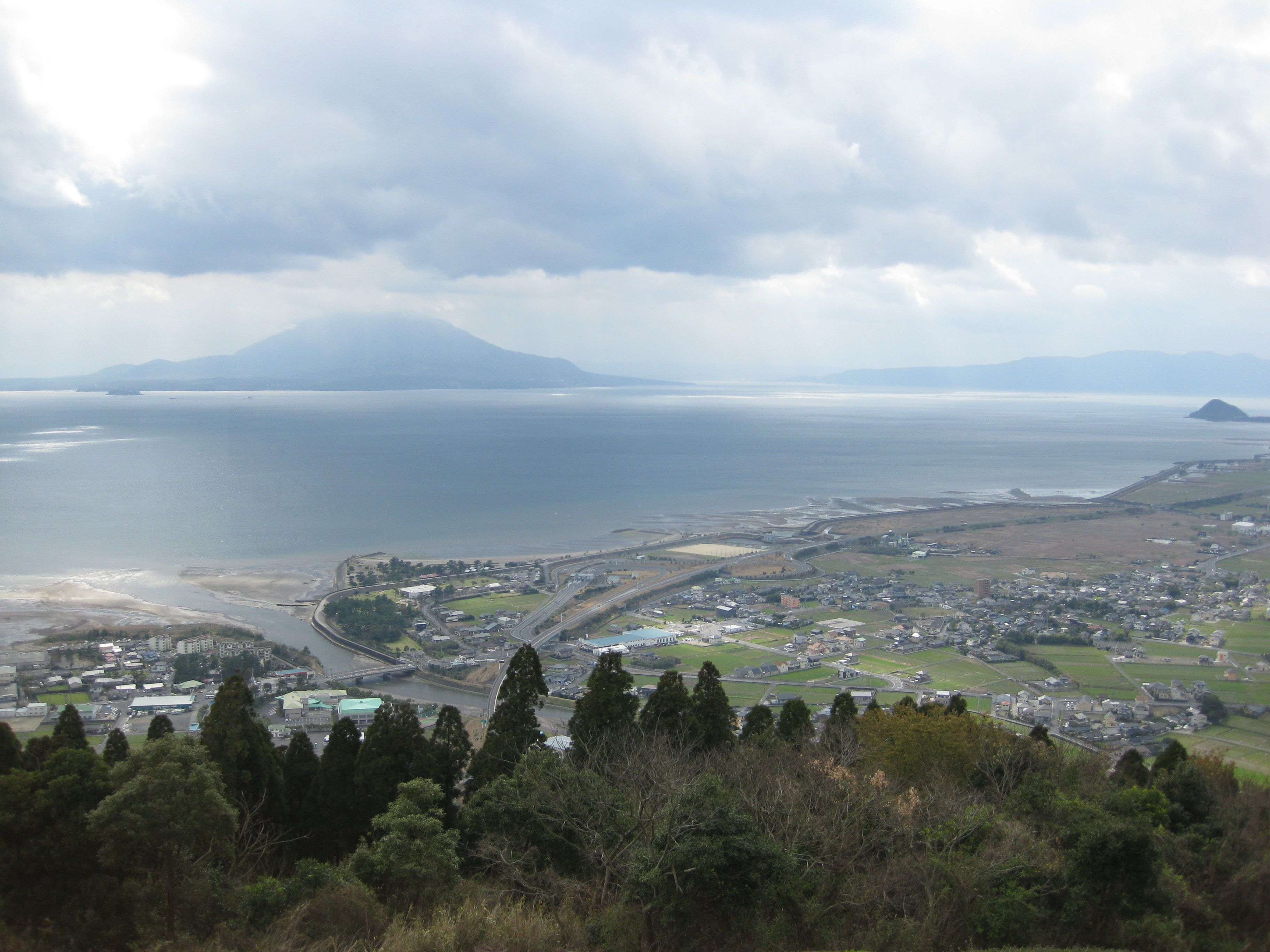
Kagoshima-Bucht und Sakurajima, Blick von Kirishima

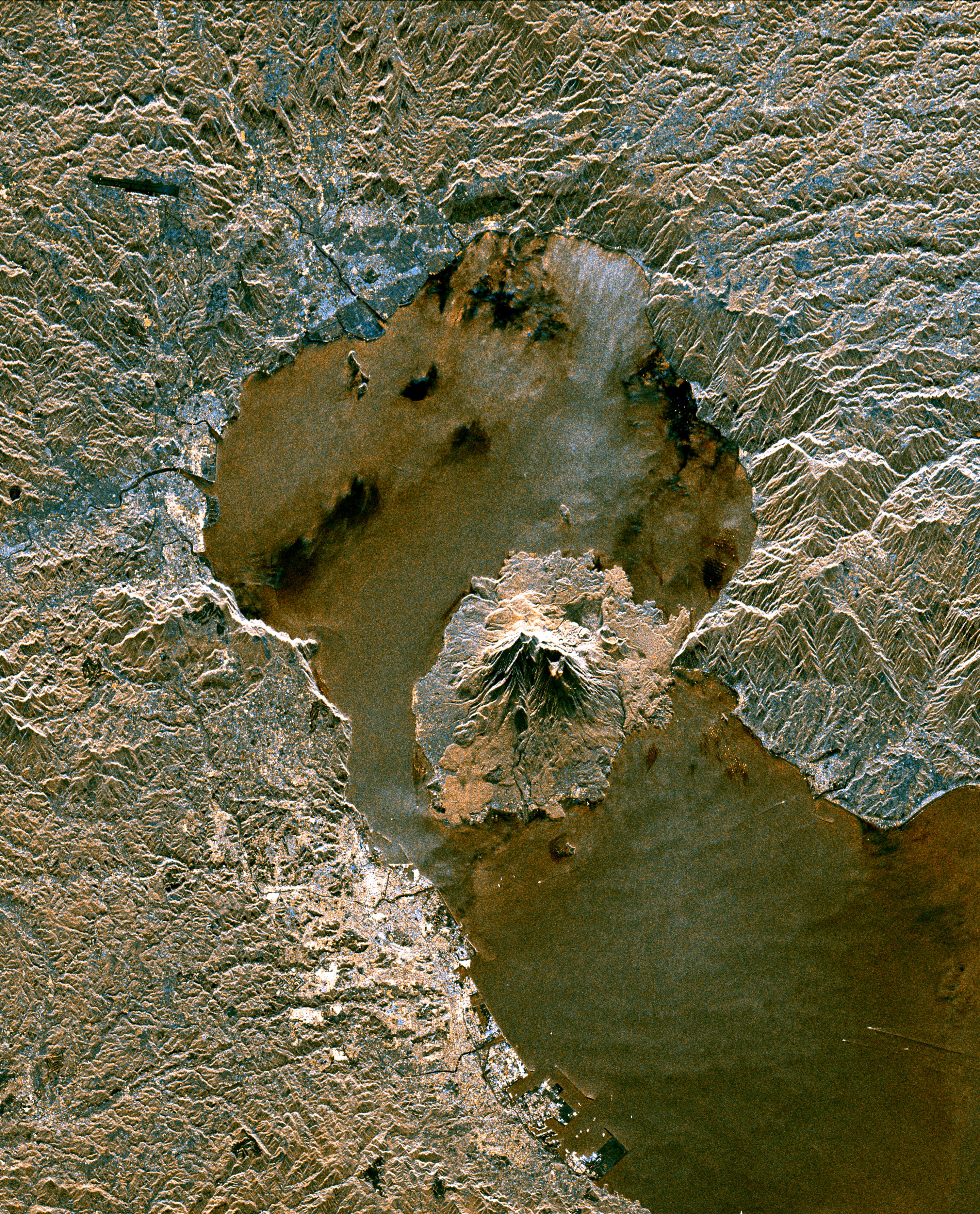
Weltraum-Radar-Bild des Sakurajima, der Aira-Caldera und der Kagoshima-Bucht

Die Bucht erstreckt sich in Nord-Süd-Richtung zwischen zwei Halbinseln, der Satsuma-Halbinsel im Westen und der Ōsumi-Halbinsel im Osten, und ist völkerrechtlich ein Inneres Gewässer Japans. Sie ist etwa 20 km breit und hat eine Fläche von 1130 km2. Die Wassertiefe beträgt durchschnittlich 117 m und erreicht 237 m an der tiefsten Stelle. An der Mündung der Bucht beträgt die Wassertiefe nur etwa 100 m.
Am Westufer, auf der Satsuma-Halbinsel, liegt die Industrie- und Hafenstadt Kagoshima, Hauptort der Präfektur. Weitere Städte an der Bucht sind Aira im Nordwesten, Kirishima im Norden, Ibusuki im Südwesten, sowie auf der Ōsumi-Halbinsel Tarumizu im Osten, Kanoya und Kinkō im Südosten und Minamiōsumi im Süden.

## Geologie
Der Nordteil der Bucht, die etwa 17 × 23 km große sogenannte Aira-Caldera (jap. 姶良カルデラ), entstand vor etwa 26–29.000 Jahren bei einem massiven Vulkanausbruch.
Am Südrand der Aira-Caldera, in der Mitte der Kagoshima-Bucht, unmittelbar östlich des Stadtzentrums von Kagoshima, befindet sich der rund 13.000 Jahre alte Vulkan Sakurajima. Er entstand nach dem Kesseleinsturz in der Aira-Caldera und ist einer der aktivsten Vulkane Japans. Seit einer Eruption im Jahre 1914 ist seine einstige Vulkaninsel an einer Stelle mit der im Osten der Bucht gelegenen Ōsumi-Halbinsel des Kyūshū-Festlands verbunden. 
Die letzten größeren Eruptionen erfolgten am 13. März 2011 und am 18. August 2013. Kagoshima und die gesamte Umgebung sind jedoch nahezu immer vom Ausstoß der Vulkanasche betroffen, denn ein stetiger Strom von Rauch und Asche steigt aus dem Vulkan, untermalt beinahe täglich von lauten Mini-Eruptionen. Kinder in Kagoshima müssen auf dem Schulweg Schutzhelme tragen, und an aktiven Tagen ist ein Schirm zum Schutz gegen Ascheniedergang ratsam.

## Hydrologie
Ein Zweig des Kuroshio, einer Verlängerung des in nördlicher Richtung fließenden warmen pazifischen Nordäquatorialstroms, fließt über die Mündungsschwelle in die Bucht, deren ruhiges und 22 Grad warmes Wasser mit unterschiedlichen Lebensräumen ausgezeichnete Umweltbedingungen für eine Vielzahl von Meerespflanzen und -tieren bietet.